# Ростислав Глібович (князь мінський)
Ростислав Глібович (? — 1165) — князь Мінський в 1146–1151, 1159–1165, Князь Полоцький в 1151–1159. Син князя Мінського Гліба Всеславича та княжни Анастасії Ярополковни.
Ростислав отримав Мінське князювання в 1146.
У 1151 полочани вигнали свого князя Рогволода Борисовича (одруженого з дочкою Ізяслава Мстиславича Волинського), а на його місце закликали Ростислава — союзника Святослава Ольговича Сіверського та Юрія Долгорукого.
У 1158 Рогволод захопив Друцьк, в Полоцьку почався заколот, оскільки частина жителів хотіла повернути старого князя. Тоді Ростислав пішов з військом до брата в Мінськ, по дорозі спустошуючи полоцькі землі. Рогволод повернувся княжити до Полоцька, потім пішов війною на Ростислава, але під Мінськом князі помирилися. У тому ж році Ростислав з братами захопив Заславль, і Рогволод відновив війну.
До 1160 літописи відносять черговий збройний конфлікт між Ростиславом та Рогволодом.
У 1162 полоцьким князем став Всеслав Василькович.

## Родина
Дружиною князя була княжна Софія (?-1158), дочка Ярослава Святополковича.